# IC 968/1
IC 968/1 је лентикуларна галаксија у сазвијежђу Дјевица која се налази на листи објеката дубоког неба у Индекс каталогу.
Деклинација објекта је - 2° 54' 31" а ректасцензија 14h 0m 36,5s. Привидна величина (магнитуда) објекта IC 968 износи 13,6 а фотографска магнитуда 14,6. IC 9681 је још познат и под ознакама MCG 0-36-7, CGCG 18-19, NPM1G -02.0382, PGC 49866.